# Sam Poulin
Samuel Poulin (Blainville, Quebec, 25 de febrero de 2001) más conocido como Sam Poulin, es un jugador profesional canadiense de hockey sobre hielo que se desempeña en la posición de extremo derecho en Pittsburgh Penguins, equipo de la National Hockey League (NHL).

## Carrera
Fue seleccionado en la primera ronda en la NHL Entry Draft de 2019. En 2022 hizo su debut profesional con el equipo Pittsburgh Penguins, donde lleva jugando una temporada.